# 수구파
수구파(守舊派)는 정치·경제·문화 면에서 변화를 원하지 않고 기존의 것을 고수하려는 집단이다. 수구주의는 그러한 경향의 방침을 말한다.
보통 정치적인 측면에서 많이 활용되나 정치적인 것 외에도 경제·문화 등 사회 각 분야에서 구질서를 옹호하는 것에 공통적으로 적용될 수 있는 개념이다.

## 보수주의와의 관계
옛 것, 전통을 지킨다는 점에서는 보수주의와 수구주의는 공통점이 있으나, 보수주의는 전통적인 가치를 안정성과 지속성을 바탕으로 보존하면서도 점진적인 변화를 추구하는 반면 즉, 급진적인 변화를 원하지 않는 것과는 달리, 수구주의는 현상 유지 혹은 구체제 질서적 입장을 격렬히 옹호하는 차이가 있다. 이때의 의미는 반동주의와 유사하나, 강압적 수단을 동원하지는 않는 면에서 반동주의와도 다르다. 다만, 학자에 따라 이러한 차이는 무시되기도 한다.
널리 활용되고 있음에도 명확한 규정을 지을만한 기준이 없다는 것이 특징이나, 기득권을 의미하는 단어로 표현된다. 대한제국 말기의 개화당에 반대하거나 위정척사사상에도 반대하고 구질서를 유지하자는 귀족층을 수구파라 부르기도 하였다.

## 서양과 동양의 차이
서양에서는 보수주의에 수구주의를 포함시킨다. 수구에 대해 별도의 단어를 사용하지 않고, '극단적 보수'(extreme conservatism 또는 ultraconservatism)로 인식한다. 이와 달리 동양에서는 보수(保守)와 수구(守舊)를 구별짓는다. 보수는 점진적인 변화, 수구는 전통가치의 극단적 보존이라는 점에서 차이가 있다.

## 같이 보기
- 우파
- 보수주의
- 반동주의
- 마녀사냥
- 수구당